# Ermita de Jesús Nazareno (Fuente Obejuna)
La ermita de Jesús Nazareno es un edificio religioso de estilo mudéjar del municipio de Fuente Obejuna, en la provincia de Córdoba (España), que anteriormente recibía el nombre de iglesia de San Miguel. Se encuentra en la calle Doctor Miras Navarro de Fuente Obejuna.
Los autores del Catálogo artístico y monumental de la provincia de Córdoba afirmaron que es un edificio que siempre ha sido de «gran interés» para los historiadores, y sobre todo por el hecho de que algunos autores creyeron erróneamente que se trataba de una construcción de época musulmana.

## Historia
Hay constancia de que ya a finales del siglo XIII o principios del siglo XIV existían en Fuente Obejuna las iglesias de Santa María y de San Miguel, que a finales del siglo XV quedaron unidas cuando se construyó la actual iglesia de Nuestra Señora del Castillo. Y aunque Manuel Nieto Cumplido afirmó que las dos iglesias han llegado hasta nuestros días, en realidad la antigua iglesia de San Miguel tiene el nombre en la actualidad de ermita de Jesús Nazareno.
Rafael Ramírez de Arellano afirmó que esta iglesia es la más antigua de Fuente Obejuna, que fue edificada sobre los restos de algún edificio musulmán o mezquita del siglo XII, y que posteriormente fue convertida en iglesia cristiana tras la Reconquista, llegando incluso a asegurar, como destacaron los autores del Catálogo antes mencionado, que era posible saber en qué punto había estado su mihrab. Pero esos autores aseguraron que todas esas afirmaciones carecen de verosimilitud, ya que no hay datos sobre la población de esta villa en época musulmana, y la primera población musulmana mencionada por las fuentes cristianas más primitivas sólo fue, y ya en el siglo XIII, la de Tolote, que en la actualidad se corresponde con el castillo de los Blázquez.

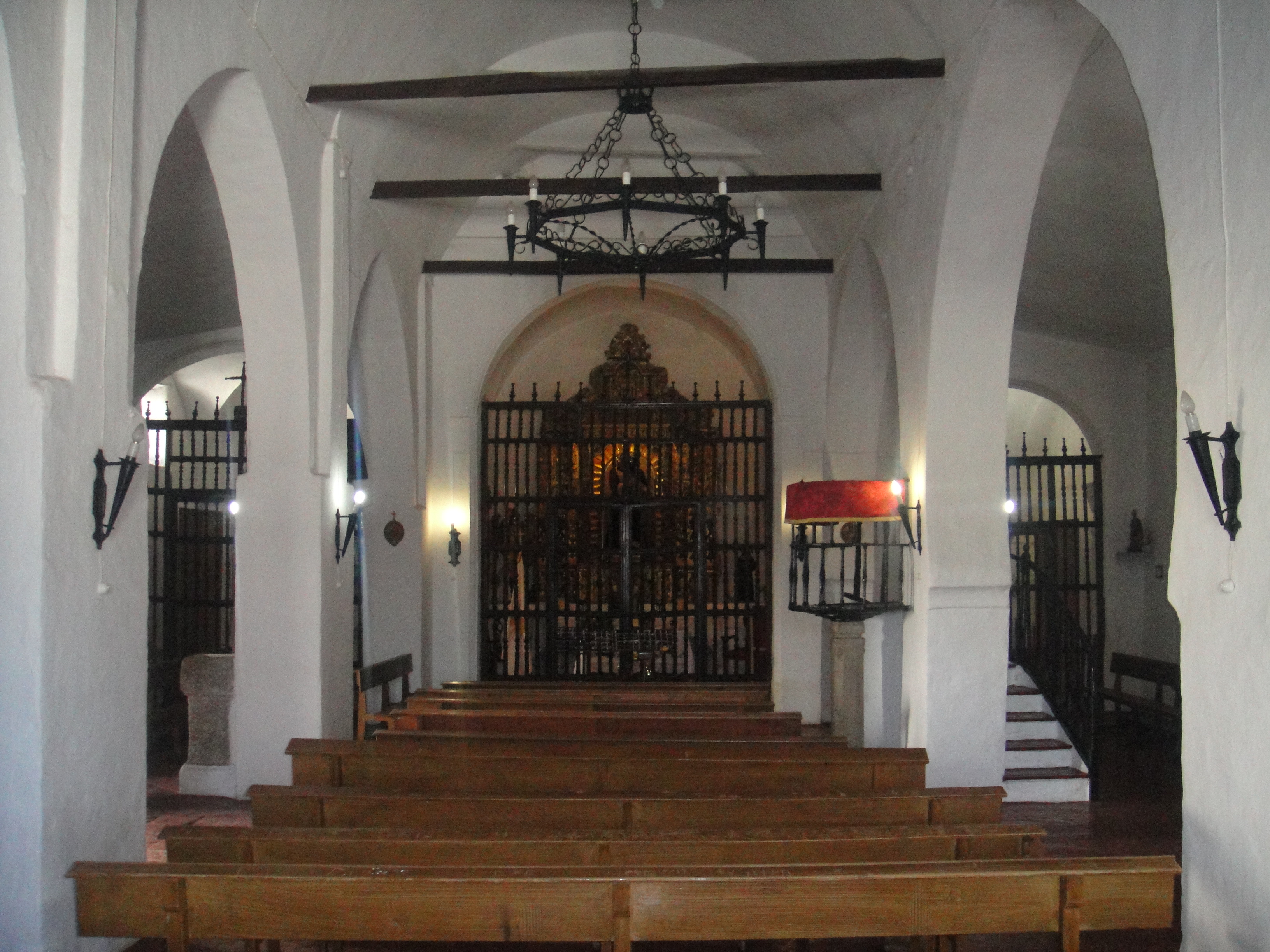
Vista general del interior de la ermita de Jesús Nazareno.

Pero Rivera Mateos, por el contrario, señaló que es más que probable que este edificio fuera construido sobre los restos de otro anterior, aunque de cualquier modo el primitivo sería de estilo mozárabe y «no propiamente musulmán», ya que hay constancia de que precisamente durante el periodo de dominación musulmana, y hasta que esta zona fue reconquistada por Fernando III de Castilla a mediados del siglo XIII, la localidad de Fuente Obejuna siguió estando habitada, según consignó San Eulogio de Córdoba en su obra Memorial de los Santos y el regidor Caballero Villamediana en un libro que escribió sobre la historia de Fuente Obejuna a finales del siglo XVIII, y este último aseguró que en esos siglos el municipio continuó siendo habitado por «mozárabes» indómitos.
Nieto Cumplido afirmó que esta ermita debió ser construida hacia el año 1315, durante el reinado de Alfonso XI de Castilla, por lo que coincidió con los autores del Catálogo artístico y monumental de la provincia de Córdoba. Y los términos de la feligresía de Fuente Obejuna fueron delimitados por el obispo de Córdoba Fernando Gutiérrez precisamente hacia el año 1315, según afirmó Nieto Cumplido en el tomo II de su obra Historia de la Iglesia en Córdoba, aunque en otra página de ese libro el mismo autor afirmó que fueron delimitados con total seguridad en ese año. Y cabe la posibilidad de que en el interior del hipotético castillo de Fuente Obejuna, que según algunos autores nunca habría existido, hubiera una parroquia en la que se venerara la imagen de Nuestra Señora del Castillo, y también que dicha parroquia fuera utilizada exclusivamente por los nobles de la localidad y que el resto de los habitantes utilizaran la iglesia de San Miguel.
La iglesia de San Miguel continuó siendo la más destacada del municipio hasta que se construyó la iglesia de Nuestra Señora del Castillo, pero Rivera Mateos ya advirtió que, contrariamente a lo afirmado por algunos historiadores, no está plenamente corroborado que en este templo se reunieran en 1476 los habitantes de Fuente Obejuna para organizar el motín popular que acabó con la vida del célebre Fernán Gómez de Guzmán, comendador mayor de la Orden de Calatrava. Pero sí está documentado que en 1476, y poco después del asesinato del comendador, en la iglesia de Santa María de Fuente Obejuna se reunieron el 30 de abril de 1476 los representantes de esta población y los la ciudad de Córdoba, junto con numerosos mellarienses, para decidir los últimos detalles sobre la toma de posesión de Fuente Obejuna por el concejo de la ciudad de Córdoba. Pero aunque dicho templo resultara elegido para celebrar la «importante» reunión antes mencionada, en realidad el concejo de Fuente Obejuna se reunía en los siglos XV y XVI en iglesia de San Miguel, y Rivera Mateos añadió que esa iglesia de Santa María antes mencionada bien pudo ser la de San Miguel, ya que afirmó que «parece que en el siglo XV, al menos», tuvo ese nombre.
En 1840, según consignó Luis María Ramírez de las Casas-Deza en el tomo I de su Corografía histórico-estadística de la provincia y obispado de Córdoba, la ermita estaba bajo las advocaciones de San Miguel y de Jesús Nazareno y era un edificio de tres naves. Y Pascual Madoz también corroboró esos datos de modo idéntico en el tomo VIII de su Diccionario geográfico-estadístico-histórico de España y sus posesiones de Ultramar.

## Arquitectura

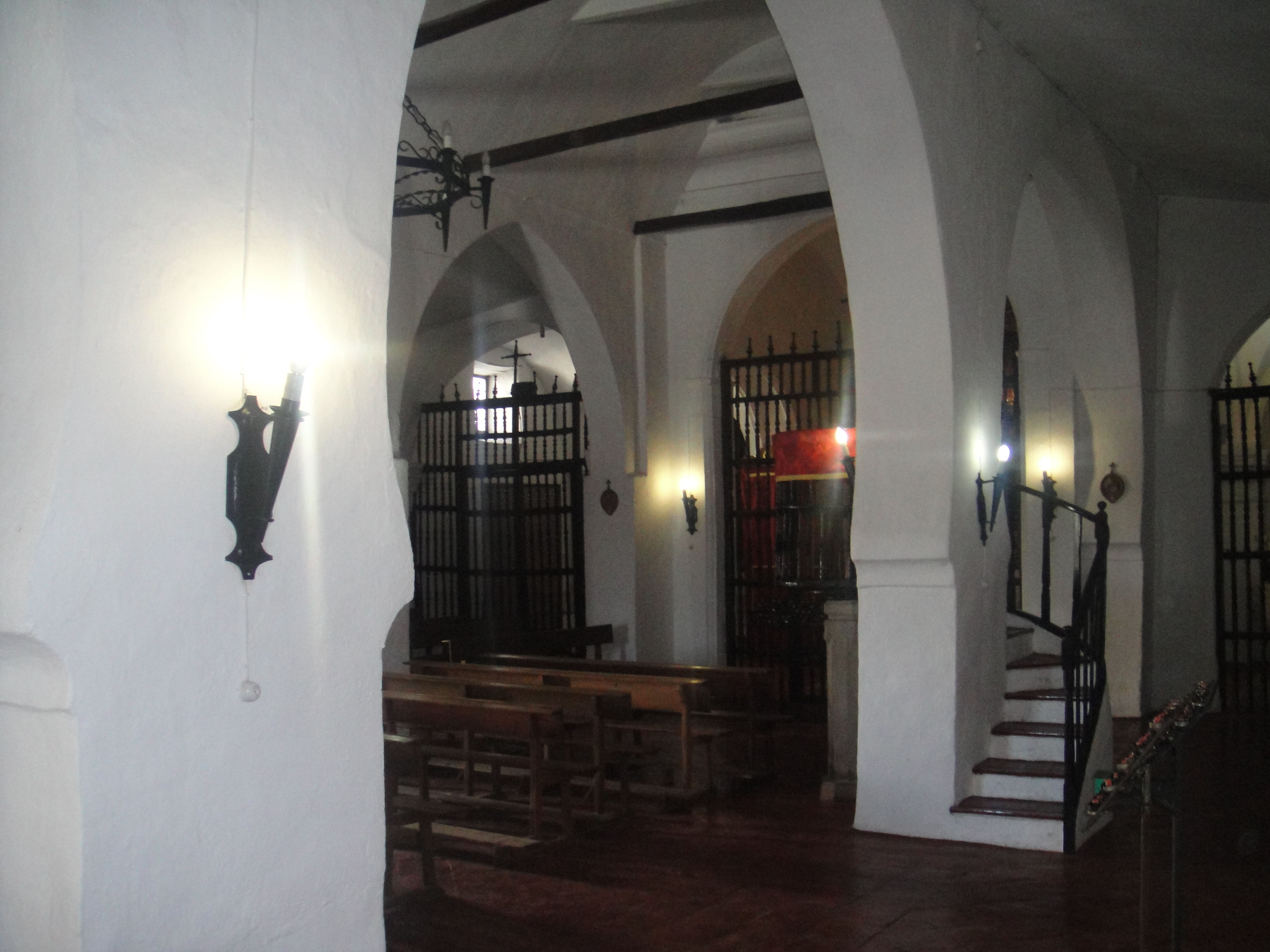
Interior de la ermita de Jesús Nazareno.

La planta arquitectónica actual que presenta el edificio es extremadamente «irregular», como señaló Rivera Mateos, y dificulta el intentar afirmar categóricamente cuándo fue construido, ya que todo el templo es producto de una «serie de reformas y remodelaciones antiguas» y sucesivas. Y aunque es un edificio de modestas dimensiones, es bastante complejo en lo concerniente a su planta y trazado, como señalaron los autores del Catálogo antes mencionado.
La ermita stá formada por tres naves divididas entre sí por arcos formeros, y en el muro situado a los pies de la misma, «que corta las naves oblicuamente», hay dos contrafuertes considerablemente anchos destinados a contrarrestar el empuje de las arquerías del interior. Las cubiertas de la ermita «parecen» ser obra moderna, según algunos autores, aunque posiblemente al principio serían de madera, y la única puerta que permite acceder al edificio está situada en el lado del Evangelio y consiste simplemente en un arco apuntado «sencillo» y sin adornos, aunque Rivera Mateos también añadió que:

Como ocurre en otros tantos pueblos de la Sierra de Córdoba, nos encontramos con una pequeña iglesia propia de los momentos inmediatamente posteriores a la Reconquista, presentando una serie de arcos que actúan a modo de pantallas que impiden una visión continuada hacia el fondo. Su raíz mudéjar se fundamenta en la misma esencia del arte popular en una zona donde el aislamiento y la tradición adquirida hacían muy difícil la asimilación de las nuevas formas artísticas del estilo gótico. Como en la parroquia de Santa María de Trassierra, nos encontramos con una serie de arcos de herradura enmarcados por un alfiz, si bien éstos, incluso, parecen ser anteriores al esplendor del mudéjar cordobés, que con tanta profusión empleó este sistema. Se trata, en fin, evidentemente, de una muestra temprana de arte mudéjar generada con modelos propios y locales.

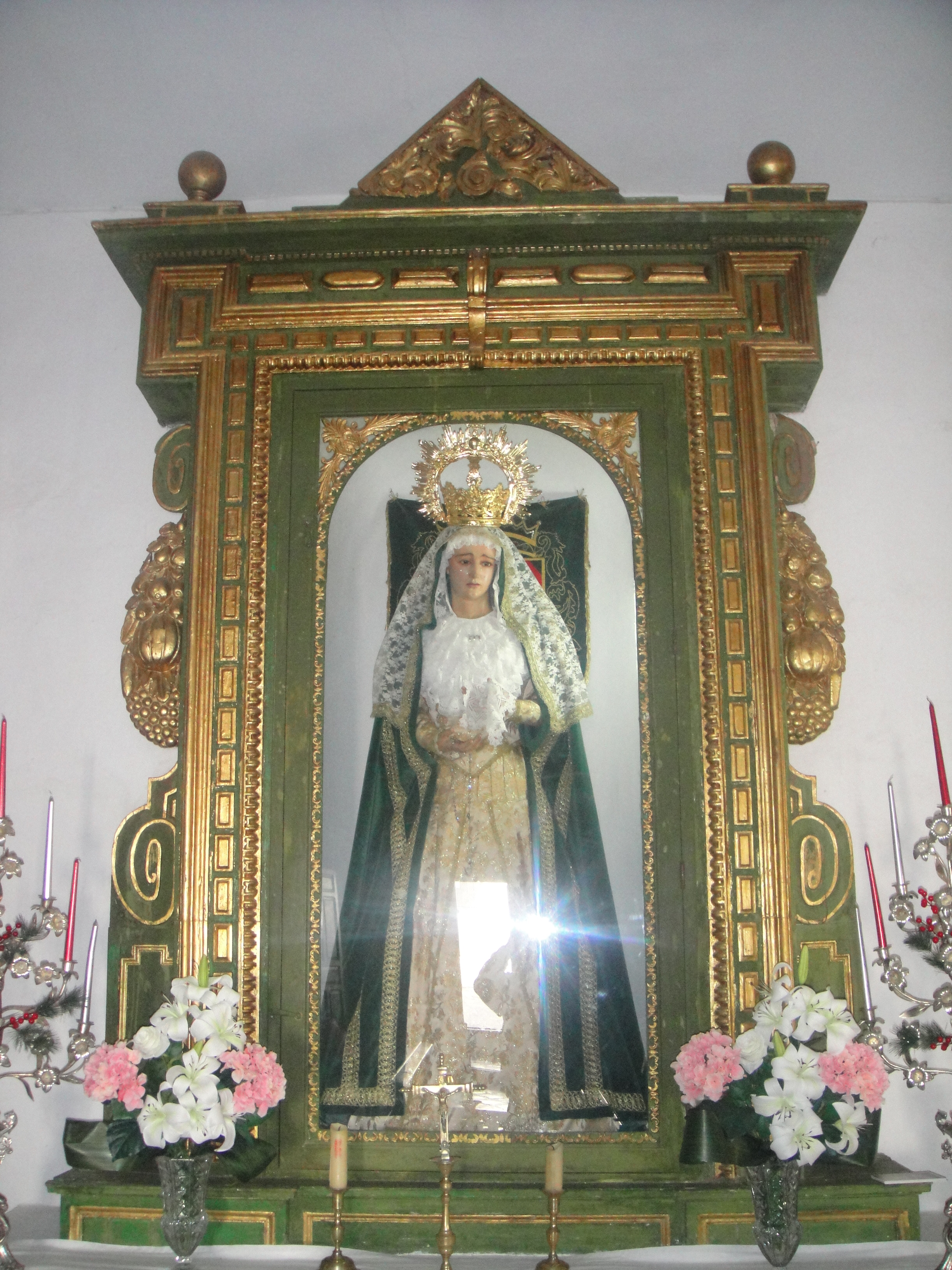
Imagen de Nuestra Señora de la Esperanza.

Los tres arcos apuntados de la nave del Evangelio, que fueron edificados con ladrillos probablemente en el siglo XIV en estilo mudéjar, descansan sobre unos pilares rectangulares adornados con unas molduras planas que sobresalen entre arco y arco, pero las arquivoltas de los arcos «tienen un plano algo rehundido», en palabras de Rivera Mateos, con respecto al muro, por lo que acaban constituyendo un «escalón» a la manera de un arrabá. Y las capas sucesivas de cal con la que han sido recubiertos tanto los arcos de la ermita como el resto del edificio no permiten apreciar su primitivo esquema arquitectónico.
Los tres arcos de herradura de estilo almohade y construidos en piedra de la nave de la Epístola tienen forma apuntada, arrancan desde unas impostas y están sustentados por unos pilares inferiores en altura y grosor a los de la nave del Evangelio, y todos los autores coinciden en que su ubicación en este templo resulta extremadamente difícil de explicar, ya que Rafael Ramírez de Arellano, al observar su aspecto almohade, creyó erróneamente que se trataba de una obra del periodo musulmán. Pero al haber constancia, como se indicó anteriormente, de que durante dicho periodo hubo cristianos en Fuente Obejuna que mantuvieron «su cultura autóctona», podría darse por cierto que, en caso de que no se trate de arcos mudéjares como los que hay en la nave del Evangelio, estaríamos ante una construcción mozárabe.
En la cabecera del templo hay tres capillas con plantas irregulares y de distintos periodos que «parecen», en palabras de Rivera Mateos, haber sido reedificadas en alguna ocasión. Y Rafael Ramírez de Arellano ya advirtió que la capilla mayor, que se encuentra en el ábside central, parecía haber sido seccionada «dentro de los arcos cuartos de la nave o, lo que es lo mismo, la nave fue más larga», y Rivera Mateos, al igual que otros autores, señaló que esta capilla, que «parece» ser la más antigua de la ermita, descansa sobre unas pilastras de estilo toscano adornadas con unas molduras «bastante resaltadas». Y la capilla del lado del Evangelio, según indicó el mismo autor, está compuesta por dos partes claramente diferenciadas, ya que una fue construida con ladrillos y tiene una bóveda con cuatro lunetas que descansan sobre pedestales, y la otra está formada por cuatro arcos sobre la que descansa una «rara cúpula cortada en planta» y sustentada por unas pechinas.

## Interior
Las tres capillas situadas en la cabecera de la ermita, que sufrió grandes transformaciones con el paso de los siglos, están cerradas por unas rejas de madera de estilo «popular» que proporcionan un singular «carácter» al edificio, según los autores del ya mencionado Catálogo.

### Capilla mayor

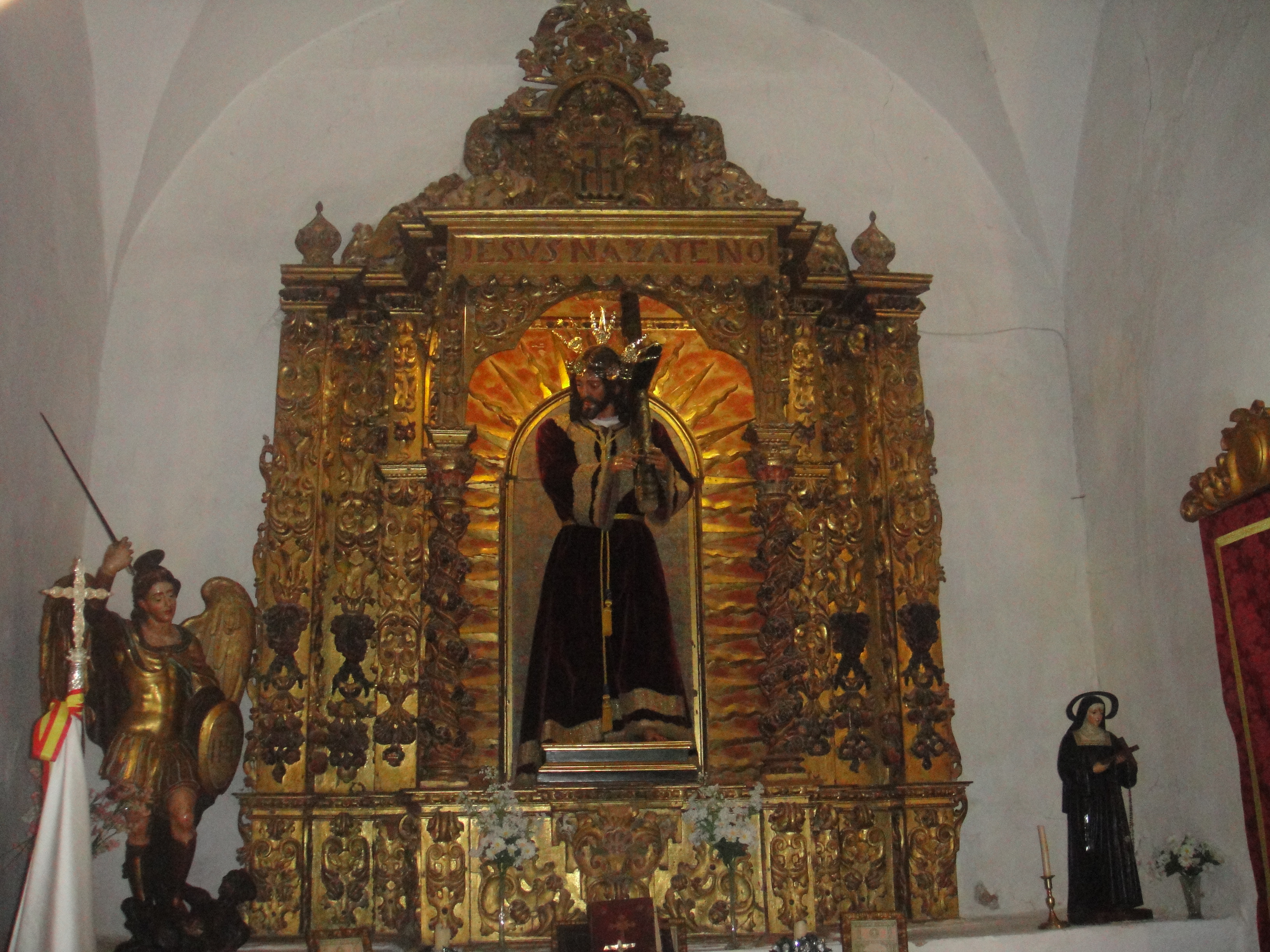
Retablo mayor e imagen de Jesús Nazareno.

El retablo mayor data de la segunda mitad del siglo XVIII, está realizado en madera tallada y policromada y consta de banco y un solo cuerpo, aunque está adornado en todas sus partes con «aletones decorados con frutos carnosos y elementos fitomorfos diversos», en palabras de Rivera Mateos.
En el cuerpo central se halla la imagen de Jesús Nazareno, que es la titular de esta ermita y también una imagen de vestir de tamaño natural de la primera mitad del siglo XVIII en la que sólo las manos, los pies y el rostro son obra de escultor. Pero otros autores señalaron erróneamente que data del siglo XVII.

### Capilla de la nave del Evangelio
En la capilla del ábside de la nave del Evangelio se encuentra el retablo del Calvario, que data de la segunda mitad del siglo XVIII, fue realizado en madera tallada y policromada y está compuesto por predela, cuerpo subdividido en tres calles y ático. Sin embargo, el retablo es totalmente liso y las hornacinas de las calles laterales tan sólo están presentes o «marcadas», como señalaron los autores del Catálogo artístico y monumental de la provincia de Córdoba.
En la calle central hay una imagen de Cristo crucificado de 90 centímetros de altura y de estilo «muy popular», según diversos autores, y a sus lados hay dos imágenes de factura también muy popular que representan al apóstol San Bartolomé y a San Ildefonso, siendo ambas esculturas de la segunda mitad del siglo XVIII y contemporáneas por tanto al retablo que las cobija.

### Capilla de la nave de la Epístola

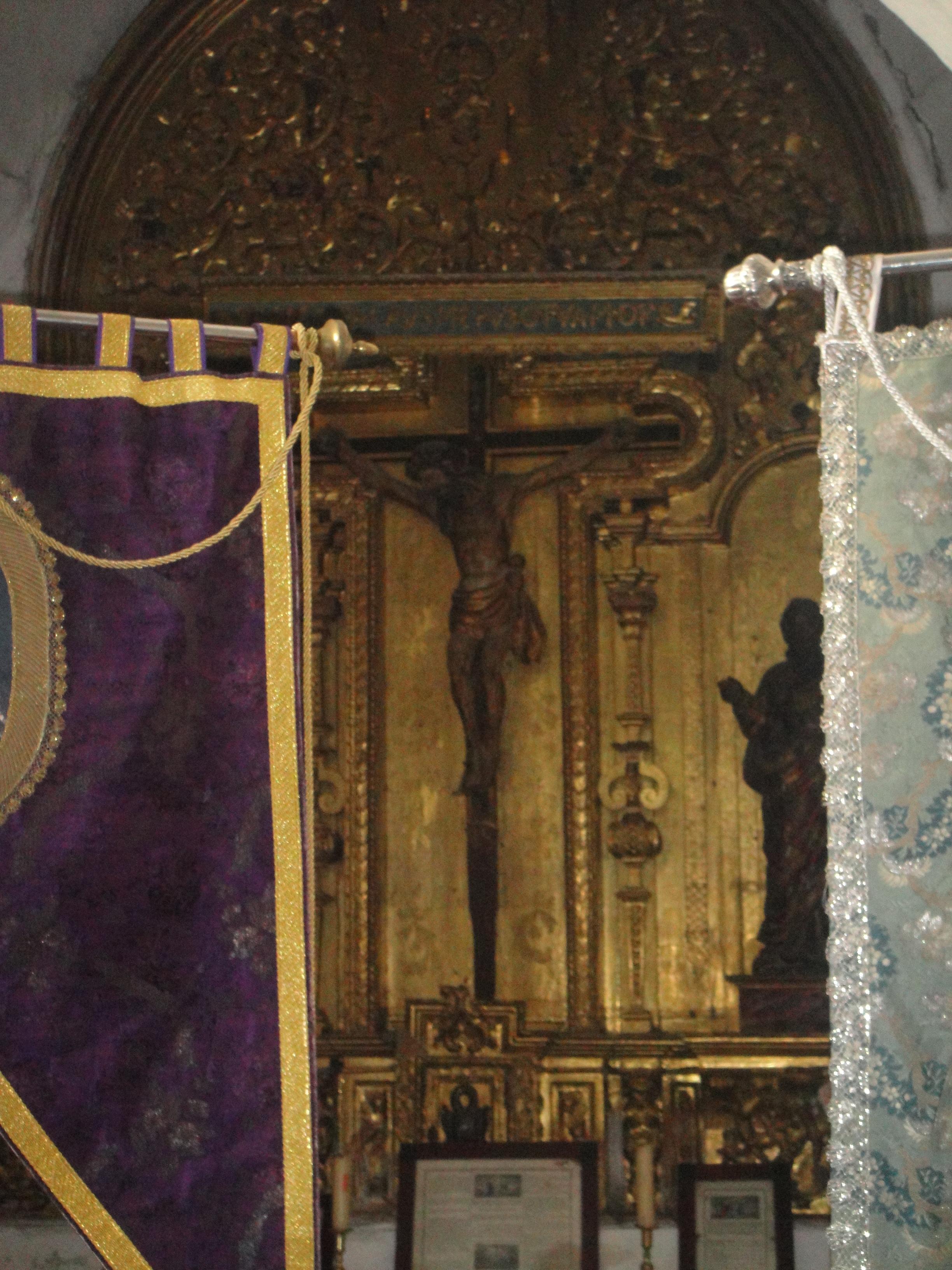
Retablo del Calvario.

En esta capilla, que se halla en el ábside del lado de la Epístola, se encuentra el retablo del Crucificado, que según los autores del mencionado Catálogo es obra extremadamente «rudimentaria». En el centro del retablo está colocado un crucifico de estilo «popular» del siglo XVIII, y a ambos lados de dicha imagen hay dos óleos sobre tabla de 43 centímetros de altura que representan a la Virgen María y a San Juan.
Sin embargo, los autores del ya mencionado Catálogo aseguraron que casi con toda probabilidad los dos óleos sobre tabla colocados en el retablo hayan venido a sustituir a dos esculturas de bulto redondo, ya que en los lugares en los que están colocados hay dos ménsulas destinadas a soportar otras tantas imágenes.

### Otras obras de arte
- Nuestra Señora de la Esperanza. Fue realizada en 1955 por el escultor Domingo Sánchez Mesa, que fue catedrático de Historia del Arte en la Universidad de Granada.[11]
- San Miguel dominando a Satanás. Es una imagen de madera tallada y policromada del siglo XVIII,[17] aunque algunos autores afirmaron erróneamente que data del siglo XVII,[14] y de 137 centímetros de altura.[17] Los caracteres de los personajes están «muy bien logrados», según Rivera Mateos,[11] y otros autores también afirman que es una obra extremadamente acertada en sus colores, «proporciones y fisionomía».[17]